# 263 Batalion Wschodni
263 Batalion Wschodni (niem. Ost-Bataillon 263, ros. 263-й восточный батальон) – oddział wojskowy Wehrmacht złożony z Rosjan podczas II wojny światowej.
Batalion został sformowany zimą 1942/1943 na okupowanej Białorusi na bazie Selbstschutzverband por. von Schlippe, przemianowanego na Selbstschutzverband "Salikow", działającego od końca lipca 1942 Miał dwie kompanie. Wchodził w skład 263 Dywizji Piechoty gen. Hansa Trauta. Pod koniec 1943 został przeniesiony do północnych Włoch, gdzie na pocz. 1944 podporządkowano go Grupie Operacyjnej "Zangen" gen. Gustava-Adolfa von Zangena. Batalion w składzie czterech kompanii zwalczał partyzantkę w rejonie Werony. Dowodził nim wówczas kpt. Fritz Buschmeyer.